# 提比略·克勞狄烏斯·尼祿 (前42年民選官)
提比略·克勞狄烏斯·尼祿（前82年—前33年）是皇帝提比略的父親，莉薇婭的第一任丈夫。
尼祿是克勞狄氏族的成員，阿庇烏斯·克勞狄烏斯·凱庫斯的後裔。前42年尼祿被選為羅馬民選官，大約同時間他與莉薇婭結婚，兩人有兩個兒子提比略和德魯蘇斯。